# Pristimantis albertus
Pristimantis albertus Duellman & Hedges, 2007 è una rana della famiglia Strabomantidae.